# Birds (Elton John)
Birds è un brano composto e interpretato dall'artista britannico Elton John; il testo è di Bernie Taupin.

## Il brano
Costituisce la sesta traccia dell'album del 2001 Songs from the West Coast; è un pezzo influenzato dal country, dal blues e dal R&B. La batteria entra in scena dopo i primi due versi del testo di Bernie, enigmatico e ricco di metafore (alla lettera il titolo vuol dire Uccelli), ed è suonata da Matt Chamberlain (impegnato anche alle percussioni). Elton suona il pianoforte e l'harmonium. Alle chitarre vi è Rusty Anderson, mentre alla chitarra resofonica è presente David Channing. Al basso è come al solito presente Paul Bushnell. La produzione è opera di Patrick Leonard, e contribuisce a rendere questo brano una delle tracce più significative dell'album di provenienza: è stato infatti molto lodato dalla critica.